# Węgry na Zimowych Igrzyskach Olimpijskich 1980
Węgry na Zimowych Igrzyskach Olimpijskich 1980 reprezentowało 2 zawodników: mężczyzna i kobieta. Był to trzynasty start reprezentacji Węgier na zimowych igrzyskach olimpijskich.

## Zdobyte medale
| Medal  | Zawodnik                         | Dyscyplina           | Konkurencja   | Rezultat |
| ------ | -------------------------------- | -------------------- | ------------- | -------- |
| Srebro | Krisztina Regőczy, András Sallay | Łyżwiarstwo figurowe | pary taneczne |          |

## Skład kadry

### Łyżwiarstwo figurowe
Pary taneczne
| Zawodnicy                       | T.O. | T.D. | Punkty | Nota | Pozycja |
| ------------------------------- | ---- | ---- | ------ | ---- | ------- |
| Krisztina Regőczy András Sallay | 2    | 1    | 204,52 | 14   | Srebro  |